# 편집성 인격장애
편집성 인격장애(偏執性人格障碍, 영어: paranoid personality disorder, PPD) 또는 편집성 성격장애는 타인에 대한 지속적인 불신과 의심을 특징으로 하는 인격장애를 이른다. 피해망상이 성격으로 나타나 항상 주변의 행동이나 상황에 악의가 있을 것으로 의심하여 일상생활과 사회생활에 여러 문제를 겪는다.

## 사례
한 중소기업의 기술연구소에 근무하는 30대 중반의 연구원인 C씨는 요즘 매우 우울하다. 이 세상에는 너무 부당한 일이 많으며 자신은 이런 세상을 살아가기에는 부적격자라는 생각이 들기 때문이다. 대학에서 전자공학을 전공한 C씨는 매우 냉정하고 무미건조한 사람으로 이성관계에 관심이 없었으며 공부에만 몰두하였다. 졸업후 대기업에 입사하였으나 직장 상사나 동료들의 부당함을 제기하며 다투는 일이 많아 6개월만에 퇴사하였으며 이와 비슷한 문제로 인하여 현재 직장을 4번이나 바꾸었다. 현재 근무하는 연구소에서도 동료연구원들이 자신의 연구내용을 도용하거나 표절할 수 있다는 의심 때문에 논문 화일을 디스켓에 담아 항상 가지고 다니곤 한다. 이와 같은 일로 인해서 C씨는 연구소 내에 여러 명의 적을 만들어 놓았으며 동료들로부터 따돌림을 당하고 있다. 요즘 C씨는 자신이 해고당할 것에 대비하여 연구소의 비리사실을 모아놓고 있으며 법적 소송에 대비할 준비를 하고 있으나, 살아가는 일이 너무 힘들다고 느끼고 있다.

## 진단

### ICD-10
세계보건기구(WHO) ICD-10은 분열성 인격장애를 F60.0 항목 아래에 두었다. ICD-10은 어떤 특정 인격장애라도 일반적인 인격장애 진단 기준들을 충족시키기도 한다는 것을 전제로 한다. 또한 각각의 문화권에서는 내부의 사회적 규범이나 규칙, 기타 의무사항들과 함께 그 사회만의 고유한 진단 기준을 만들어야 한다고 제시한다.
편집성 인격장애는 다음 증상 중 3가지 이상을 특성으로 한다.

1. 실패와 거절에 대한 과도한 민감성

2. 지속적으로 원한을 품는 경향(모욕과 마음에 준 상처 혹은 무시를 용서하지 못함)

3. 타인의 중립적 혹은 친근한 행동을 적대적인 혹은 경멸하는 것으로 오해함으로써 경험을 왜곡하는 의심증 혹은 그러한 경향의 만연

4. 실제와 맞지 않으면서도 호전적이고 집요하게 나타나는 자신이 옳다는 느낌

5. 아무런 근거 없이 배우자나 연인의 성적 문란을 반복적으로 의심함

6. 과도한 자의식과장(self-aggrandizing)을 경험함, 자기참조적(self-referential) 태도가 지속되는 데에서 드러남

7. 환자 자신에게 연관되어 있는 사건은 물론 사회 전반적인 사건에 대해서도 음모가 있다는 식으로 근거 없는 설명을 하는 것에 몰입함

포함 : 범-편집증(expansive paranoid), 광신(fanatic), 불평을 호소하고(querulant) 민감한 편집성 인격장애
제외 : 망상장애, 조현병

### DSM-5
PPD의 특징은 타인의 동기가 악의적이라고 해석하는 등 타인에 대한 전반적인 불신과 의심이다. 성인기 초기에 시작되어 다양한 상황에서 나타난다. DSM-5에 따르면, 진단되기 위해서는 다음 기준 중 적어도 4개와 맞아야 한다.
- 충분한 근거 없이 타인이 자신을 이용한다거나, 피해입히고 있다거나, 속이고 있다고 의심한다.
- 친구나 동료가 자신에게 보이는 충실함이나 신뢰에 대하여 아무 근거 없이 의심하는 것에 몰입한다.
- 정보가 악의적으로 이용될 것이라는 확실한 근거 없는 두려움 때문에 타인과 터놓고 이야기하는 것을 꺼린다.
- 친절한 말이나 긍정적인 사건에 숨겨진 비하나 위협이 있다고 해석한다.
- 지속적으로 원한을 품는다(예: 모욕, 상해, 무시를 용서하지 않는다).
- 제삼자에게는 그렇지 않는 것을 자신의 성격이나 평판에 대한 공격으로 인지하여 곧바로 화내거나 반격한다.
- 배우자나 파트너의 정조를 타당한 이유 없이 반복적으로 의심한다.

## 원인
편집성 특질(paranoid trait)의 발현에 유전적 요소가 기여한다는 것, 그리고 편집성 인격장애와 조현병(schizophrenia) 간의 유전적 연관성은 존재한다. 장기적으로 진행되어 온 노르웨이의 쌍둥이 연구(twin study)에서는 편집성 인격장애가 그렇게 유전적이지 않으며, 그것의 유전적 환경적 위험 요인이 기타 분열성 인격장애(schizoid personality disorder)나 분열형 인격장애(schizotypal personality disorder)와 같은 A군 인격장애(cluster A personality disorder)와 일부분에서 공통점을 보인다는 것을 발견하였다.
심리사회적 이론에서는 부정적인 내적 감정을 투사(projection)하거나 부정적인 부모 유형을 모델링하는 것을 원인으로 꼽는다. 인지행동치료(cognitive behavioral therapy) 전문가들은 자기 인식(self-awareness)의 결여가 동반된 타인은 우호적이지 않다는 근본적인 믿음을 편집성 인격장애의 원인으로 본다.
예를 들어, 성장과정을 통해 화목하지 못한 가정에서 자라면서 부모나 주변사람들로부터 불합리한 처우를 받으며 이를 바탕으로 분노를 속으로 삭히며 성장한 데서 비롯되는 경우가 많다.

## 문제점
- 타인을 병적으로 의심하기 때문에 작업상의 능률이 저하될 수 있고 대인관계에서도 실패할 가능성이 높다.
- 심혈관계 계통에 문제가 발생할 가능성도 높다.
- 의처증이나 의부증 같은 부정망상이 생기기 쉽고 가정생활이 지속적인 위기상황에 놓이기도 한다.
- 조현병이나 망상장애 등 심각한 정신질환으로 이어지기도 한다.

## 치료
- 환자의 주된 문제는 타인에 대한 신뢰감 결여에 있으므로, 주위 사람들은 일관성 있게 중립적인 태도를 보여줘야 한다.
- 환자에게 너무 잘해주거나 지나친 관심을 나타낼 경우에는 오히려 그 동기를 의심받을 수 있다.
- 환자가 지나치게 초조·불안·긴장되어 있을 때, 망상적 사고가 있을 경우에는 정신과적인 치료가 필요하다. 이 경우에는 항-불안제나 항-정신병제를 투여할 수 있다.

## 같이 보기
- 피해망상
- 부정망상
- 과민반응
- 편집증
- 조현병
- 편집광(en)